# Vellido Dolfos

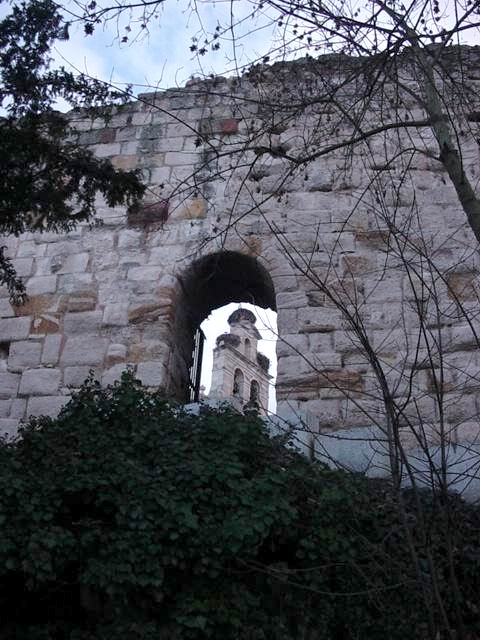
Mała furtka pod murami Zamory, przez którą zgodnie z legendą miał uciec Vellido Dolfos po dokonaniu zabójstwa Sancza II Mocnego.

Vellido Dolfos, Bellido Dolfos, Vellido Adolfo (ur. i zm. w XI wieku) – legendarny królobójca, urodzony w mieście Zamora; według tradycji przekazanej przez kroniki króla Alfonsa 7 października 1072 zamordował Sancha II Mocnego, króla prowincji León; postać historyczna, lecz otoczona trudnymi do zweryfikowania legendami.

## Historia
W 1082 Sancho II zaatakował Zamorę, gdzie rezydowała jego siostra Urraca zbuntowana przeciwko niemu i sprzymierzona z Alfonsem VI. Wówczas Zamorczyk Vellido Dolfos wyruszył do obozu wojsk agresorów, został jednak ujęty przez wartowników i postawiony przed obliczem dowódcy armii Cyda. Dolfos nerwowo prosił o audiencję u króla w celu przekazania mu pilnej wiadomości, a żeby uwiarygodnić swoje racje podał, że są to wieści z obleganego miasta. Wzbudziwszy zainteresowanie u Cyda, został zaprowadzony przed oblicze Sancza II, przed którym ujawnił swoje imię i nazwisko oraz powiedział, że porzucił miasto z powodu obaw przed prześladowaniami i śmiercią. Zaoferował wyjawienie cennych informacji w zamian za możliwość zostania jego żołnierzem, na co ten zrewanżował się propozycją udzielenia zbiegowi finansowych profitów i różnych przywilejów, grożąc skazaniem na śmierć w przypadku zmarnowania jego czasu. Dolfosowi udało się następnie znaleźć z królem sam na sam, czego wcześniej żądał, po czym sprezentował mu swą nienawiść do Urraki, a w szczególności do jej namiestnika i najbardziej znaczącego pomocnika w walce z armią Sancza – Ariasa Gonzala. Pałając chęcią odwetu na obojgu wyjaśnił królowi, że w murze obronnym znajduje się zniszczona furtka, przez którą dałoby się przeprowadzić ofensywę wojsk królewskich, jednak jego słowa spotkały się z niedowierzaniem Cyda, co wymogło na Dolfosie złożenie przysięgi o prawdziwości jego słów oraz zapewnienie, że niewykorzystanie jego informacji przyniesie zgubę siłom Sancza. Sanczo II Mocny, nie zważając na to, z wielkim entuzjazmem przyjął plany Dolfosa nawet wtedy, kiedy ten domagał się rozpoznania tego miejsca wyłącznie w towarzystwie jego samego i króla.
Cyd podporządkował się rozkazom króla i nie interweniował; Vellido Dolfos i Sancho II Mocny podjęli konną konspiracyjną wędrówkę ku miejscu wskazanemu przez uciekiniera pod murami miasta, jednak obaj nie zdawali sobie sprawy tego, że targany wątpliwościami Cyd poszedł ostatecznie ich śladem. Przybywszy na miejsce Cyd ujrzał ich z oddali dziwnie gestykulujących, po czym król upadł na ziemię. Według innej wersji Dolfos przeszył monarchę szpadą w momencie, kiedy ten na skutek problemów z żołądkiem uklęknął i zaczął wymiotować. Zaalarmowany krzykiem konającego Sancza Cyd zaczął gonić uciekającego Dolfosa, który uniknął śmierci z jego rąk dzięki pomocy zamorskiej załogi, która wpuściła go do Zamory. 
Różne wersje legendy mówią, że Dolfos mógł inaczej dokonać królobójstwa: miał podobno przeniknąć do obozowiska Sancza w przebraniu niebudzącym podejrzeń i zamordować go poprzez przeszycie go na wylot lancą. Po dokonaniu swego czynu w Zamorze wykrzyknął Już czas, doña Urraca, na spełnienie obietnicy – słowa interpretowane jako zawierające podtekst erotyczny zważywszy na rozpustny tryb życia Urraki, romansującej w swoim życiu m.in. z Cydem i Alfonsem VI. Faktycznie jednak miłość do Urraki sprawiła, że w zamian za seksualne spełnienie obiecał zakończyć oblężenie Zamory (po zabiciu króla Sancza jego wojska odstąpiły), na co owa królowa przystała.
Vellido Dolfos stał się prototypem zdrajcy w hiszpańskich romansach i legendach. W Kronikach Cyda napisano o nim: Prawdziwe jest, że znajduje się w Piekle obok Judasza zdrajcy na wieki wieków, z kolei w Przysiędze w Santa Gandea Cyd domagał się przysięgi od Alfonsa VI, że nie miał żadnych związków z zabójstwem Sancza Mocnego ani jako uczestnik zbrodni, ani jako zleceniodawca Dolfosa.